# Ricette all'italiana
Ricette all'italiana (fino al 2013 Ricette di famiglia) è stato un programma televisivo italiano turistico e di cucina, andato in onda dal 2010 al 2021 su Rete 4.

## Il programma
Inizialmente il programma andava in onda il sabato alle 11.00, mentre dall'11 aprile 2011 va in onda dal lunedì al sabato, alle 12:50 prima e alle 10:50 poi. Successivamente è stato in onda sempre dal lunedì al sabato alle 12:30. In seguito e fino al 2 gennaio 2021 si divideva in 2 parti (la prima alle 11:20 e la seconda alle 12:30 divise dall'edizione di mezzogiorno del TG4).
In ogni puntata il conduttore Davide Mengacci cucinava in vari paesi e città d'Italia con il supporto di una famiglia del luogo, mentre Anna Moroni si occupava di creare ricette nella seconda parte della trasmissione. Dal 2 novembre 2020 al 2 gennaio 2021 Anna Moroni si collegava tramite video e viene aiutata dallo chef Marco Bottega presente in studio.
Dal 23 aprile 2018 Flora Canto ha preso il posto di Michela Coppa, inoltre sono state cambiate le grafiche e la sigla era la cover di Patrizio Buanne della canzone That's Amore. Fino al 21 aprile la trasmissione aveva come sigla la stessa canzone interpretata da Dean Martin nella versione originale.
Nel luglio 2017 la versione estiva del programma Ricette all'Italiana Estate è condotta da Michela Coppa; nel luglio 2018 la conduzione passa a Flora Canto mentre la sigla dell'edizione estiva di quell'anno era la canzone E.STA.A.TE di Laura Pausini.
Dal 22 ottobre 2018 al 2 gennaio 2021 Anna Moroni conduceva la seconda parte della trasmissione.
Dal 2 novembre 2020 lo chef Marco Bottega conduceva la seconda parte della trasmissione aiutato da Anna Moroni in collegamento video. Nel corso delle puntate si alternavano anche Annabruna Di Iorio e Annalisa Mandolini.
Il programma chiude il 2 gennaio 2021 venendo sostituito dalle repliche della prima stagione della soap Il Segreto.